# أوفرتون بروكس
أوفرتون بروكس هو محامي وسياسي أمريكي، ولد في 21 ديسمبر 1897 في باتون روج في الولايات المتحدة، وتوفي في 16 سبتمبر 1961 في بيثيسدا في الولايات المتحدة بسبب نوبة قلبية. نشط حزبياً في الحزب الديمقراطي. وقد انتخب عضو مجلس النواب الأمريكي ‏ (3 يناير 1937 – 16 سبتمبر 1961).